# Bugz
Bugz (справжнє ім'я Карнейл Пол Піттс) (нар. 5 січня 1978 — пом. 21 травня 1999) — американський репер, колишній учасник детройтського гурту D12. У 1999 р. лейбл Good Life Entertainment видав на касеті його дебютний сольний міні-альбом These Streets EP. Виконавчі продюсери: Кеннет Піттс (брат виконавця) та Shuge. Цього ж року Bugz виграв батл фрістайлерів «Source Freestyle Competition».
У 1999 р. незадовго до своєї смерті репер познайомив свого друга, Свіфті Маквея, з учасниками групи D12 і попрохав колег прийняти його в колектив. У гурті кожен мав своє альтер-еґо. Другий псевдонім репера — Роберт Бек.

## Вбивство
21 травня 1999 р. Bugz мав виступати у Ґренд-Репідс, штат Мічиган, у рамках туру Емінема. Проте цього не сталося. Вдень Bugz і друг репера зі своєю двоюрідною сестрою проводили час у детройтському парку Бель-Айл. Після того, як невідомий чоловік оббризкав кузину приятеля з водяного пістолету, внаслідок чого вона впала, розпочалася суперечка, що переросла в рукопашну бійку. Bugz заступився за друзів. У свою чергу приятель причинця конфлікту пішов до свого Форду Експедішн, дістав гвинтівку й тричі вистрілив з близької відстані у виконавця (по одному разу в шию та груди), який у той час дивився в інший бік. Потім його переїхали автівкою вищезгаданої моделі. Через затор на мосту перед парком швидка приїхала через 30 хв. Репера привезли до найближчої лікарні, його життя не вдалося врятувати. Сюжет про трагедію показали на місцевому телебаченні (канал Channel 7).
У 2000 р. Bugz планував видати дебютний студійний альбом Mr. Obnoxious. За словами його брата Кена, увесь матеріал дивним чином зник. Емінем присвятив реперу свою платівку The Marshall Mathers LP, D12 — Devil's Night та трек «Good Die Young» з альбому D12 World. До останнього релізу також увійшов скіт «Bugz '97», що містив фрагмент виконавця з пісні «Desperados» 1997 р. На честь померлого Proof дав одному зі своїх синів друге ім'я Карнейл.

## Дискографія
Міні-альбоми
- These Streets EP (1999)

Мікстейпи
- The One Man Mob (2004)

Релізи у складі D12
- The Underground EP (1996)